# Tarvantojoki
Tarvantojoki (Samisch: Darvattjohka) is een rivier die stroomt in de Finse gemeente Enontekiö in de regio Lapland. De rivier verzorgt de afwatering van de Tarvantojävret nabij de grens met Noorwegen. Ze stroomt al kronkelend zuidwaarts. Daarbij stroomt ze ten oosten van de Tarvantovaara een plaatselijke pukkel in het landschap. De rivier is in vergelijking tot andere rivieren vrij breed. Aan de rivier ligt slechts één nederzetting, Kultima. Bij Kuttanen stroomt ze bij een brede monding de Muoni in. Ze is volgens opgave van de Zweedse instantie voor waterhuishouding (SMHI) 55,65 kilometer lang; ze heet in de tabel Taruantojoki. Ze behoort tot het stroomgebied van de Torne.
Afwatering: Tarvantojoki → Könkämärivier →  Muonio →  Torne → Botnische Golf